# Гистория о российском матросе Василии Кариотском
«Гисто́рия о росси́йском матро́се Васи́лии Корио́тском и о прекра́сной короле́вне Ира́клии Флоренти́йской земли́» — одна из старейших российских «любимых повестей», созданная во времена Петра I. Известна по трём рукописям XVIII века; её авторство неизвестно и остаётся предметом гипотез.
В повести рассказывается о приключениях дворянского сына Василия Кориотского, уроженца «Российской Европии». С детства окружённый «великой скудостью», он отправляется в «Санктпетербурх», записывается там в матросы и затем едет для обучения наукам в Голландию. На чужбине он прилежно изучает мореходное дело и присылает оттуда деньги своим бедствующим родителям; завершив обучение, он, несмотря на уговоры, стремится вернуться домой и повидаться с отцом. Следующий в Россию корабль Василия разбивает буря, а его самого выбрасывает на остров морских разбойников. В результате стечения обстоятельств он становится разбойничьим атаманом и участвует в ряде набегов. В плену у разбойников к тому времени уже имеется «флоренская королевна» Ираклия; Василий влюбляется в прекрасную пленницу и бежит вместе с ней от разбойников. После череды разлук, похищений и злоключений он встречается с австрийским «цесарем», побеждает своего коварного соперника-адмирала, женится на Ираклии и становится «королём флоренским».
«Гистория» примечательна соединением традиций русской бытовой повести XVII века, новгородских былин о «богатом госте» и любовно-авантюрного романа, характерного для европейского барокко. Сходным образом в ней сочетаются славянизмы с иноязычными заимствованиями петровской эпохи, черты традиционно-патриархальной морали с нарождающимся индивидуализмом. Произведение сохранило от древнерусской литературы рукописный характер, анонимность, а от европейской пикарески взяло авантюрный сюжет.